# 바바라 루익

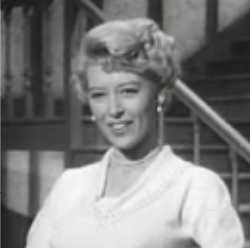

바바라 루익(Barbara Ruick, 1930년 12월 23일 ~ 1974년 3월 3일)은 미국의 배우, 가수, 텔레비전 배우, 영화배우이다.
패서디나에서 태어났으며 리노에서 사망하였다. 사인은 뇌출혈이다.  포리스트 론 메모리얼 파크에 매장되었다.

## 영화
- 캘리포니아 스플릿 (1974년)
- 신데렐라 (1965년)
- 회전목마 (1956년)
- 어페어 오브 도비 길리스 (1953년)
- 아이 러브 멜빈 (1953년)
- 밴드 웨곤 (1953년)
- 용감한 페이건 (1952년)